# Посевной
Посевной — посёлок в Старополтавском районе Волгоградской области, в составе Новотихоновского сельского поселения.

## География
В посёлке имеются улица Посевная и животноводческая точка Птичник.

## Население
| 2010 |
| ---- |
| 35   |

В 2002 году население поселка составляло 40 человек.